# Juliette Adams
Juliette Adams, aussi nommée Mme Crosby Adams par certaines sources, née le 25 mars 1858 à Niagara Falls et morte le 9 novembre 1951 à Montreat, est une compositrice américaine.

## Biographie
Juliette Adams est l'autrice de nombreuses œuvres pour piano.